# NGC 6037
NGC 6037 ist eine 14,2 mag helle Spiralgalaxie vom Hubble-Typ Sab im Sternbild Schlange in der Nähe des Himmelsäquators und etwa 260 Millionen Lichtjahre von der Milchstraße entfernt.
Das Objekt wurde am 23. Juli 1864 vom deutschen Astronomen Albert Marth entdeckt.